# Yvette Vaucher

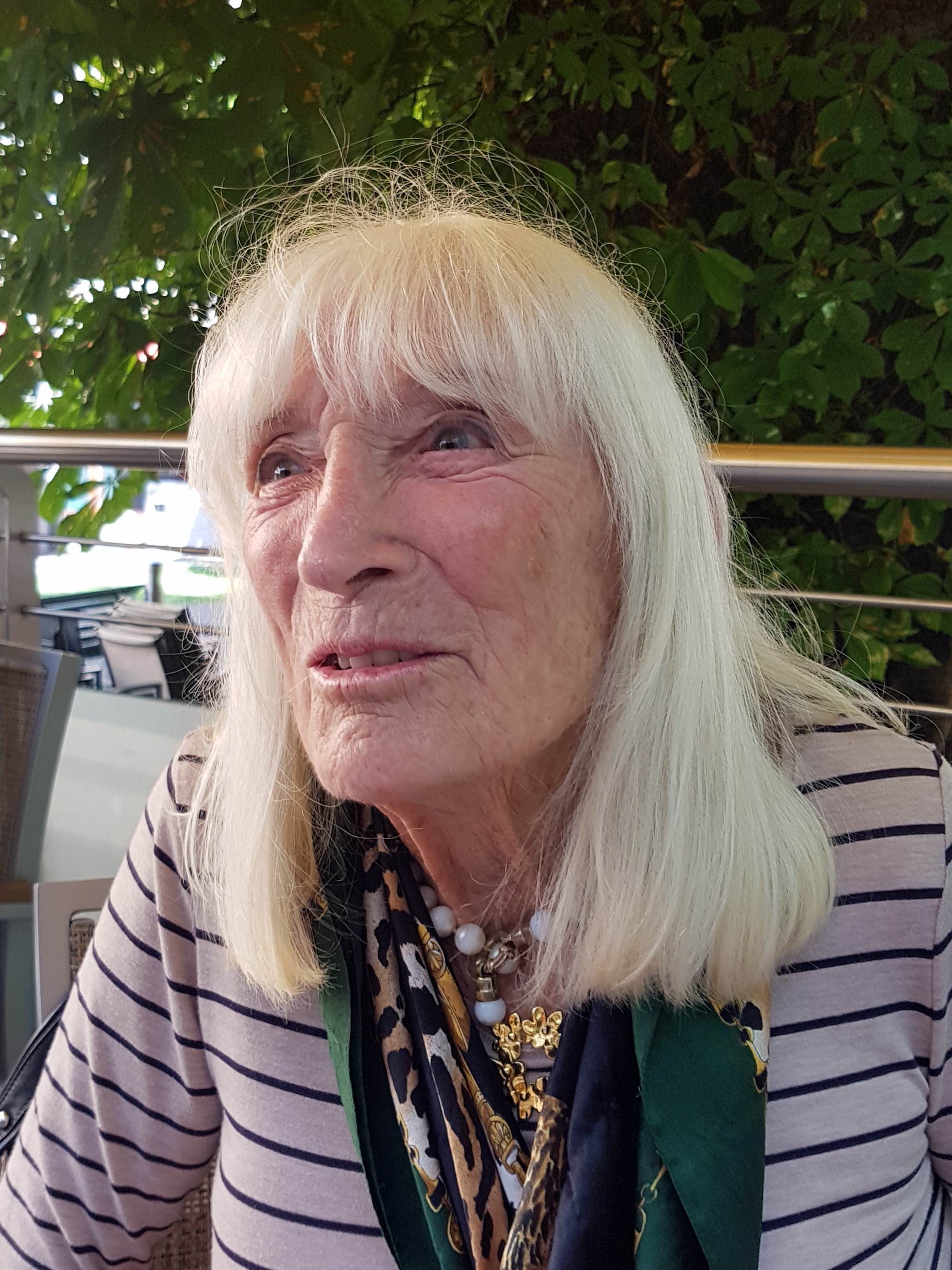
Yvette Vaucher 2018

Yvette Vaucher (* 11. November 1929 in Vallorbe als Yvette Pilliard; † 30. September 2023) war eine Schweizer Bergsteigerin. Sie war die erste Frau, die die Nordwand des Matterhorns bestieg und die erste Frau, die in der Schweiz mit Fallschirmen absprang. 

## Leben
Vauchers erste Begegnung mit dem Klettersport war am Salève in der Nähe von Genf. Sie war hauptsächlich in Männerseilschaften oder mit Loulou Boulaz unterwegs und bestieg viele Nordwände der Alpen sowie Berge im Himalaya, in Afrika und Amerika. In den 1950er Jahren erhielt Vaucher als erste Frau in der Schweiz das Schweizer Fallschirmbrevet. Dieses hatte sie erworben, weil sie in die Bergrettung gehen wollte. Ihre Bewerbung wurde jedoch abgelehnt, da Frauen in der Bergrettung nicht zugelassen waren. Spätestens 1960 war sie mit dem Photographen James-Louis Attinger verheiratet. 1962 heiratete sie den Bergsteiger Michel Vaucher, mit dem sie oft in den Bergen unterwegs war.
Als Frau wurde ihr die Mitgliedschaft im Schweizer Alpen-Club erst 1979 ermöglicht. Im selben Jahr erhielten sie und Loulou Boulaz die Ehrenmitgliedschaft der Sektion Genevoise. 1995 wurde sie Präsidentin dieser Sektion. 1971 nahm sie an einer Expedition am Mount Everest teil; diese wurde jedoch wegen des Todes eines Teilnehmers abgebrochen.
Vaucher starb am 30. September 2023 im Alter von 93 Jahren.

## Nennenswerte Erfolge
In den 1960er und 1970er Jahren gelangen ihr viele bedeutende Begehungen. Sie durchkletterte beispielsweise die Nordwände vom Piz Badile, Grosser Zinne, Aiguille du Dru und Grandes Jorasses. Zudem bestieg sie die Nose, die Nordwestwand des Half Dome, das Diamant Couloir am Mount Kenya und den Westgrat des Mount McKinley.
1962 versuchte sie zusammen mit Loulou Boulaz, Michel Vaucher und Michel Darbellay die Eiger-Nordwand zu durchsteigen. Vaucher und Boulaz wären damit die ersten Frauen gewesen, denen die Durchsteigung der Eiger-Nordwand gelungen wäre. Sie kamen bis zur Rampe, wo sie wegen schlechten Wetterverhältnissen biwakieren mussten. Am nächsten Tag mussten sie umkehren, im Wissen, dass auf dieser Höhe noch nie eine Seilschaft lebend zurückgekehrt war. Ihnen gelang nach mehreren Stunden der Abstieg zum Stollenloch der Jungfraubahn, wo sie den Bahnschienen entlang ins Tal gehen konnten. 1974 durchstieg Vaucher im vierten Versuch die Eiger-Nordwand.
1965 bestieg sie als erste Frau die Nordwand des Matterhorns. Sie brauchte dafür zwei Tage.
Zwischen dem 10. und 12. Juli 1966 gelang ihr zusammen mit Michel Vaucher die Erstbegehung der Direttissima der Dent-Blanche-Nordwand.